# Johann Andreas Quenstedt
Johann Andreas Quenstedt (né le 13 août 1617 à Quedlinbourg, mort le 22 mai 1688 à Wittemberg) est un théologien protestant allemand, représentant de l'orthodoxie luthérienne.

## Biographie
Johann Andreas Quenstedt est le fils de Ludolf Quenstedt et de sa femme Dorothea. Son père est un patricien de Quedlinbourg et un chanoine à l'église Sainte-Marie de Halberstadt, sa mère la fille du chambrier du conseil de Quedlinbourg Bartholomew Gerhard et son épouse Margaretha Berndes. Johann Andreas est nommé d'après les deux frères de la mère Johann Gerhard et Andreas Gerhard.
Jusqu'à sa treizième année, il reçoit des leçons de précepteurs. Puis le chancelier de l'abbaye de Quedlinbourg Friedrich Lentz le prend sous son aile et lui donne les mêmes cours de précepteurs avec son fils Johann Friedrich Lentz. En 1633, il va à l'école. En 1637, il va à l'université d'Helmstedt où il vit chez le professeur de théologie Konrad Hornejus (de). Il obtient d'abord un diplôme de philosophie. Il assiste également à des cours avec Andreas Kinderling (de) en logique, avec Johann von Felden en mathématiques, avec Christoph Schrader (de) en rhétorique et Heinrich Julius Scheurl (de) en morale. Comme Quenstedt a l'intention de suivre le chemin théologique après avoir terminé ses études philosophiques, il va aux cours de Horn et Georgius Calixtus, où il écrit des recueils de curiosité.
Le 3 janvier 1643, il acquiert le grade académique d'un magister, puis donne ses premières conférences privées de géographie. La même année, il retourne chez ses parents et prêche plusieurs fois à Quedlinbourg et à Halberstadt. Cependant, comme il veut continuer ses études, il se rend à Wittemberg le 27 juillet 1644, il s'arrête à Egeln à cause du front d'une bataille de la guerre de Trente Ans. Néanmoins, il arrive à Wittemberg le 18 août, où il est reçu dans la maison de Wilhelm Leyser, qui est un grand admirateur de son oncle lui donne beaucoup de moyens pour mener ses études. Il s'inscrit le 22 août 1644, obtient une maîtrise en enseignement le 28 octobre 1646, il tient des disputes et des conférences, la Faculté de philosophie envisage de l'accepter comme professeur associé à la faculté de philosophie le 14 juillet 1648.
La même année, il devient professeur de logique et de métaphysique à la faculté de philosophie, en plus des conférences théologiques de Jakob Martini, Paul Röber (de), Leyser et Johann Hülsemann (de). Le 19 avril 1648, il tient une dispute théologique, au moment où celles des théologiens de Helmstedt concernent Georgius Calixtus. En 1648, il est, en plus de sa chaire de philosophie, professeur agrégé de la faculté de théologie. En tant que connaisseur de Helmstedt, il est chargé par la faculté de théologie de faire une liste des différences entre les parties du différend. Ce rapport est envoyé au grand consistoire de Dresde tenu par Jakob Weller. Il s'implique ensuite dans une cinquantaine de disputes.
En 1649, il a plusieurs offres, mais, après la mort de Leyser et de Johannes Scharff, il reste à la faculté de théologie, prend la chaire vacante de logique et de métaphysique ainsi que la chaire théologique. Cependant, il doit acquérir les diplômes universitaires nécessaires. Par conséquent, il s'inscrit le 13 août 1649 comme étudiant de théologie, obtient le 21 février 1650 la licence de théologie et est le 12 novembre 1650 docteur en théologie. À Pâques 1662, il remplaça Andreas Kunad comme troisième professeur principal et après la mort de Johannes Meisner, il est en 1684 second professeur assesseur au Consistoire de Wittemberg et en même temps recteur de l'église de la Toussaint de Wittemberg.
En 1687, il dirige la faculté de théologie. Quenstedt prend part activement aux tâches administratives qui doivent être accomplies par les professeurs de toutes les facultés. En 1652, il est nommé doyen de la faculté de philosophie, doyen de la faculté de théologie à plusieurs reprises et recteur de l'université de Wittemberg à quatre reprises.
À sa mort en 1688, il est enterré dans l'église de la Toussaint de Wittemberg.

## Œuvre
L'ouvrage le plus important de Johann Andreas Quenstedt est Theologia didactico-polemica sive Systema theologicum, paru en 1685. Comme une somme théologique, à côté des œuvres publiées déjà nombreuses de la théologie luthérienne du XVIIe siècle, Quenstedt pose dans la préface la compilation claire des positions et sa défense contre la critique, par exemple, de la théologie catholique et réformée. Ces déclarations et la littérature abondante ont valu à Quenstedt la réputation d'archiviste de l'orthodoxie luthérienne.
Dans la construction du système théologique, Quenstedt utilise la méthode analytique qui, à la suite de l'aristotélicien Jacopo Zabarella, est considérée comme la méthode d'une science orientée vers la pratique. La pratique à laquelle la théologie se réfère est l'enseignement et l'appropriation de la foi chrétienne à travers la proclamation de l'Évangile. Les sections individuelles de l'œuvre sont chacune divisées en une partie didactique et une partie polémique. Dans la partie didactique, les dogmes essentiels sont présentés de manière thématique, dans la polémique ils sont orientés sur diverses questions, contre lesquelles les antithèses des opposants sont affirmées et justifiées à partir des écrits bibliques. La partie didactique se base essentiellement sur Theologia Positiva Acroamatica de Johann Friedrich König. Dans sa polémique contre les autres positions, Quenstedt est, à quelques exceptions près, dans le ton modéré et factuel, à la différence d'Abraham Calovius.

## Ouvrages
- Theologia didactico-polemica sive systema theologicum in duas sectiones didacticam et polemicam divisum. Wittemberg 1685
- Ethica pastorum et instructio cathedralis. 1678
- Dialogus de Patriis illustrium doctrina et scriptis virorum ... Wittemberg 1654 ; Wittemberg 1691
- Antiquitates biblicae & ecclesiasticae.
- Liber de Sepultura veterum sive tractatus de antiquis ritibus sepulchralibus graecorum, romanorum, judaeorum et christianorum. Wittemberg 1648 ; Wittemberg 1660
- Exertationes theologicae.

## Famille
Johann Andreas Quenstedt se marie quatre fois. Ses deux premières épouses meurent en couches de leurs premières grossesses qui donnent des enfants sans vie.
Le troisième mariage le 12 août 1656 est avec Anna Sabina, la fille unique de Johannes Scharff. Parmi les douze enfants issus de cette union, il y a Johann Ludolph Quenstedt et deux filles qui seront les épouses d'Abraham Calovius en 1684 et de Georg Michael Heber en 1685.